# Мілачевське-Млини
Мілачевське-Млини (пол. Miłaczewskie Młyny) — село в Польщі, у гміні Малянув Турецького повіту Великопольського воєводства. Населення — 36 осіб (2011).
У 1975-1998 роках село належало до Конінського воєводства.

## Демографія
Демографічна структура станом на 31 березня 2011 року:
|          | Загалом | Допрацездатний вік | Працездатний вік | Постпрацездатний вік |
| -------- | ------- | ------------------ | ---------------- | -------------------- |
| Чоловіки | 20      | 2                  | 16               | 2                    |
| Жінки    | 16      | 5                  | 7                | 4                    |
| Разом    | 36      | 7                  | 23               | 6                    |